# Heliocopris bucephalus
Espèce
Heliocopris bucephalus est une espèce d'insectes coléoptères, un scarabée bousier originaire de l'est de l'Inde jusqu'à la péninsule indochinoise et la Malaisie.

## Description
Ce bousier de couleur noire mesure entre 40 millimètres et 55 millimètres de longueur pour une trentaine de millimètres en moyenne de largeur. Il a une apparence massive avec un corps arrondi aux élytres très chitineux et au pronotum puissant avec deux protubérances de chaque côté en avant ainsi que deux plus petites sur l'avant du pronotum au-dessus de la tête. Celle-ci qui se trouve beaucoup plus bas que le pronotum est prolongée par une partie plate qui sert de pelle pour les excavations. Les antennes sont petites et lamelliformes. Les pattes antérieures sont denticulées pour faciliter le creusement. Les postérieures sont plus longues.

## Synonymes
- Scarabaeus bucephalus Fabricius, 1775
- (la) Copris tmolus Fischer von Waldheim, 1822[2]
- Copris cristatus Degeer, 1778[3]